# Jezioro Linowe (powiat wałecki)
Jezioro Linowe – jezioro w woj. zachodniopomorskim, w powiecie wałeckim, w gminie Człopa, leżące na terenie Pojezierza Wałeckiego.

## Dane morfometryczne
Powierzchnia zwierciadła wody według różnych źródeł wynosi od 11,0 ha przez 11,3 ha do 11,59.
Zwierciadło wody położone jest na wysokości 64,0 m n.p.m. lub 64,8 m n.p.m. Średnia głębokość jeziora wynosi 3,3 m, natomiast głębokość maksymalna 5,9 m.

## Hydronimia
Według urzędowego spisu opracowanego przez Komisję Nazw Miejscowości i Obiektów Fizjograficznych (KNMiOF) nazwa tego jeziora to Jezioro Linowe. W różnych publikacjach jezioro to występuje pod nazwą Przelewice.